# David Ramsay
David Ramsay (Scozia, ... – 1653) è stato un orologiaio scozzese.
Fu orologiaio di Giacomo I e Carlo I.

## Biografia
Nato in Scozia, apparteneva ai Ramsay di Dalhousie. Suo figlio William disse che quando Giacomo I divenne successore al trono d'Inghilterra, "mandò in Francia mio padre, che allora era lì, e gli fece una pagina della camera da letto e dello sposo della camera privata, e custode di tutti gli orologi e gli orologi delle sue maestà. Mi parlo che da alcuni non è definito migliore di un orologiaio ... È così confuso, che la sua ingenuità lo portò a capire qualsiasi lavoro in quella natura ... e quindi il re conferì quel posto a lui ".
Il 25 novembre 1613 fu nominato orologiaio straordinario del re con una pensione di 50 sterline l'anno, e nel marzo 1616 fu emesso un mandato per il suo pagamento di 234 sterline, per l'acquisto e la riparazione di orologi per il re. Il 26 novembre 1618 fu nominato capo orologiaio e il 27 luglio 1619 gli furono concesse lettere di diniego. Vari altri mandati furono emessi per i pagamenti per i suoi servizi, e in uno che porta la data 17 marzo 1627 è descritto come "David Ramsay, esq., Il nostro orologiaio e pagina della nostra camera da letto." I suoi primi lavori sono contrassegnati "David Ramsay, Scotus ."
Con l'incorporazione della Compagnia degli orologiai nel 1631, Ramsay divenne il primo maestro, ma probabilmente prese ben poca parte nel lavoro della società. Dopo aver prestato giuramento davanti al sindaco è stato descritto come "della città di Londra", ma i documenti della città non forniscono alcuna prova che fosse un uomo libero. Walter Scott presenta un David Ramsay, senza alcun rispetto rigoroso per la precisione storica, nel capitolo iniziale di "Le fortune di Nigel" come custode di un negozio "a pochi metri a est di Temple Bar".
Ramsay era anche uno studente delle scienze occulte. In "Life and Times" di William Lilly, vi è un resoconto divertente di un tentativo fatto nel 1634 da Ramsay e altri di scoprire il tesoro nascosto nell'abbazia di Westminster per mezzo della bacchetta da rabdomante, quando le operazioni furono interrotte da feroci raffiche di vento, attribuite dagli spettatori terrorizzati ai demoni, che furono, tuttavia, prontamente esorcizzati. Sir Edward Coke, scrivendo al segretario Windebanke, il 9 maggio 1639, a proposito di una richiesta di denaro che era scomoda, dice: "Se, ora, David Ramsay può cooperare con la pietra filosofale, farebbe un buon servizio", ci sono anche voci nei " Calendari dei documenti di stato ", datati 28 luglio 1628 e 13 agosto 1635, relativi al tesoro nascosto che Ramsay propose di scoprire. Un manoscritto della Collezione Sloane, n. 1046, recante il titolo di "Liber Philosophicus, de divinis mysteriis, de Deo, Hominibus, anima, meteoris", è attribuito a lui da insufficiente autorità.
Fu anche un inventore e tra il 1618 e il 1638 ottenne otto brevetti. Sebbene i "titoli" completi di questi brevetti siano riportati negli indici pubblicati dai commissari dei brevetti, non esistono informazioni sulla natura precisa delle invenzioni. Si riferiscono all'aratura del terreno, alla concimazione di terreni aridi, al sollevamento di acqua mediante fuoco, alla propulsione di navi e imbarcazioni, alla produzione di salnitro, alla fabbricazione di arazzi senza telaio, alla raffinazione del rame, alla cera decolorante, alla separazione dell'oro e dell'argento dai metalli di base, ai tessuti per tintura, alle caldaie per il riscaldamento , forni per essiccare e bruciare mattoni e piastrelle, e fondere e raffinare il ferro per mezzo del carbone. Nei suoi ultimi anni cadde in povertà, e nel 1641, mentre era prigioniero per debiti, presentò una petizione alla Camera dei Lord per il pagamento di un arretrato di sei anni della sua pensione come sposo della camera privata. Verso il pagamento di tali arretrati, il comitato per l'anticipo di denaro, con un ordine datato 13 gennaio 1645, gli concesse un terzo del denaro derivante dalla sua scoperta di proprietà dei delinquenti. Ne risulterebbe che si era unito al partito parlamentare. L'11 febbraio 1651 vi è una nota nel procedimento del consiglio di stato che una petizione di David Ramsay fu rinviata al comitato della zecca.
Esemplari degli orologi Ramsay si trovano nel British Museum, nel South Kensington Museum e nel Metropolitan Museum of Art di New York. Un orologio appartenente alla signora Holmes di Gawdy Hall, Norfolk, è descritto in "Norfolk Archæology". Una descrizione tecnica di diversi esemplari è riportata in "Former Clock and Watch Makers" di Britten. Suo figlio William, nella dedica a suo padre della sua "Vox Stellarum", 1652, fa riferimento alle difficoltà pecuniarie di quest'ultimo, che hanno dato l'occasione ad alcune persone di inferiorità di non valorizzarsi secondo ciò che entrambi sono per natura. La data della morte di Ramsay è sconosciuta, ma sembra che abbia avuto luogo nel 1653, datata in base al poscritto di "Astrologia Restaurata" di suo figlio, 17 gennaio di quell'anno, "dal mio studio nella casa di mio padre a Holborn, entro due porte del Cervo Ferlato, vicino alla Porta del Re. "
Nel "Calendario dei documenti di stato", in data 21 giugno 1661, vi è una petizione di Sir Theophilus Gilby e Mary, vedova di David Ramsay, che afferma di aver raccolto truppe per il servizio del re "al momento in cui il Duca Hamilton è venuto in Inghilterra". da allora in poi è stata sequestrata e saccheggiata. Ma potrebbe essere stata la vedova di un altro David Ramsay, un cortigiano, dal quale è molto difficile distinguere l'orologiaio nelle registrazioni contemporanee.